# Стедман, Элисон
Э́лисон Сте́дман, OBE (англ. Alison Steadman, род. 26 августа 1946, Ливерпуль) — английская актриса. Является лауреатом Премии Лоренса Оливье и награды Национального общества кинокритиков США.

## Ранняя жизнь и образование
Элисон Стедман родилась в семье Джорджа Персиваля и Марджори Стедманов; у неё было две старшие сестры. Она получила образование в East 15 Acting School, куда поступила в 1966 году и где на втором году обучения познакомилась со своим будущим мужем Майком Ли.

## Личная жизнь
- Бывший муж — Майк Ли. Были женаты в 1973—2001 годах[6], хотя разошлись в 1995 году[7].
  - Сын — Тоби (род. в феврале 1978)
  - Сын — Лео (род. в августе 1981)

На протяжении долгого времени её спутником жизни является Майкл Элвин. Они проживают в Хайгейте в Лондоне.

## Избранная фильмография

### Кино
- Чемпионы (1983)
- Короткая стрижка и кудри (1987)
- Грозовой понедельник (1988)
- Приключения барона Мюнхгаузена (1988)
- Ширли Валентайн (1989)
- Сладости жизни (1990)
- Во всём виноват посыльный (1992)
- Тайны и ложь (1996)
- Кутерьма (1999)
- Жизнь и смерть Питера Селлерса (2004)

### Телевидение
- Сумасброды (1976)
- Гордость и предубеждение (1995)
- Им хочется погорячее (1999)
- Кто получит собаку? (2007)
- Льюис (2013)

## Награды и номинации
- 1987: Номинация на премию BAFTA за лучшую женскую роль в телефильме «Поющий детектив»
- 1991: Награда Национального общества кинокритиков США за лучшую женскую роль в фильме «Сладости жизни»
- 1993: Премия Лоренса Оливье за лучшую женскую роль в спектакле «Взлёт и падение Голоска»
- 2000: Номинация на Премию Лоренса Оливье за лучшую женскую роль в спектакле «Память воды»
- 2000: Посвящена в офицеры Ордена Британской империи
- 2001: Номинация на премию BAFTA за лучшую женскую роль в телесериале «Толстые друзья»